# Cheillé
Cheillé – miejscowość i gmina we Francji, w Regionie Centralnym, w departamencie Indre i Loara.
Według danych na rok 1990 gminę zamieszkiwało 1191 osób, a gęstość zaludnienia wynosiła 26 osób/km² (wśród 1842 gmin Regionu Centralnego Cheillé plasuje się na 330. miejscu pod względem liczby ludności, natomiast pod względem powierzchni na miejscu 117.).